# Károly Sándor
Károly Sándor (ur. 26 listopada 1928 w Segedynie, zm. 10 września 2014) – piłkarz węgierski grający na pozycji napastnika. W swojej karierze rozegrał 75 meczów w reprezentacji Węgier i strzelił w nich 27 goli.

## Kariera klubowa
Swoją karierę piłkarską Sándor rozpoczął w rodzinnym Segedynie, w klubie Szegedi EAC. W sezonie 1945/1946 zadebiutował w jego barwach w pierwszej lidze węgierskiej. W 1947 roku odszedł do stołecznego zespołu MTK. Wraz z MTK trzykrotnie był mistrzem kraju w latach 1951, 1953 i 1958 oraz dziewięciokrotnie wicemistrzem w latach 1940, 1949, 1950, 1952, 1954, 1955, 1957, 1959 i 1963. W 1952 roku zdobył Puchar Węgier, a w 1955 i 1963 roku - Puchar Mitropa. W 1964 roku wystąpił w przegranym dwumeczu Pucharu Zdobywców Pucharów ze Sportingiem (3:3, 0:1). W MTK występował do 1964 roku i wtedy też zakończył swoją karierę. W klubie tym strzelił 182 gole w 379 ligowych meczach.

## Kariera reprezentacyjna
W reprezentacji Węgier Sándor zadebiutował 10 kwietnia 1949 roku w przegranym 2:5 towarzyskim meczu z Czechosłowacją. W 1958 roku został powołany do kadry na mistrzostwa świata w Szwecji. Na tym turnieju rozegrał trzy spotkania: z Walią (1:1), ze Szwecją (1:2) i z Meksykiem (4:0).
Z kolei w 1962 roku Sándor wystąpił w trzech meczach mistrzostw świata w Chile: z Anglią (2:1), z Bułgarią (6:1) i ćwierćfinale z Czechosłowacją (0:1). Od 1949 do 1964 roku rozegrał w kadrze narodowej 75 meczów, w których strzelił 27 goli.